# Stefon Harris
Stefon Harris (* 23. März 1973 in Albany, New York) ist ein US-amerikanischer Jazz-Vibraphonist.

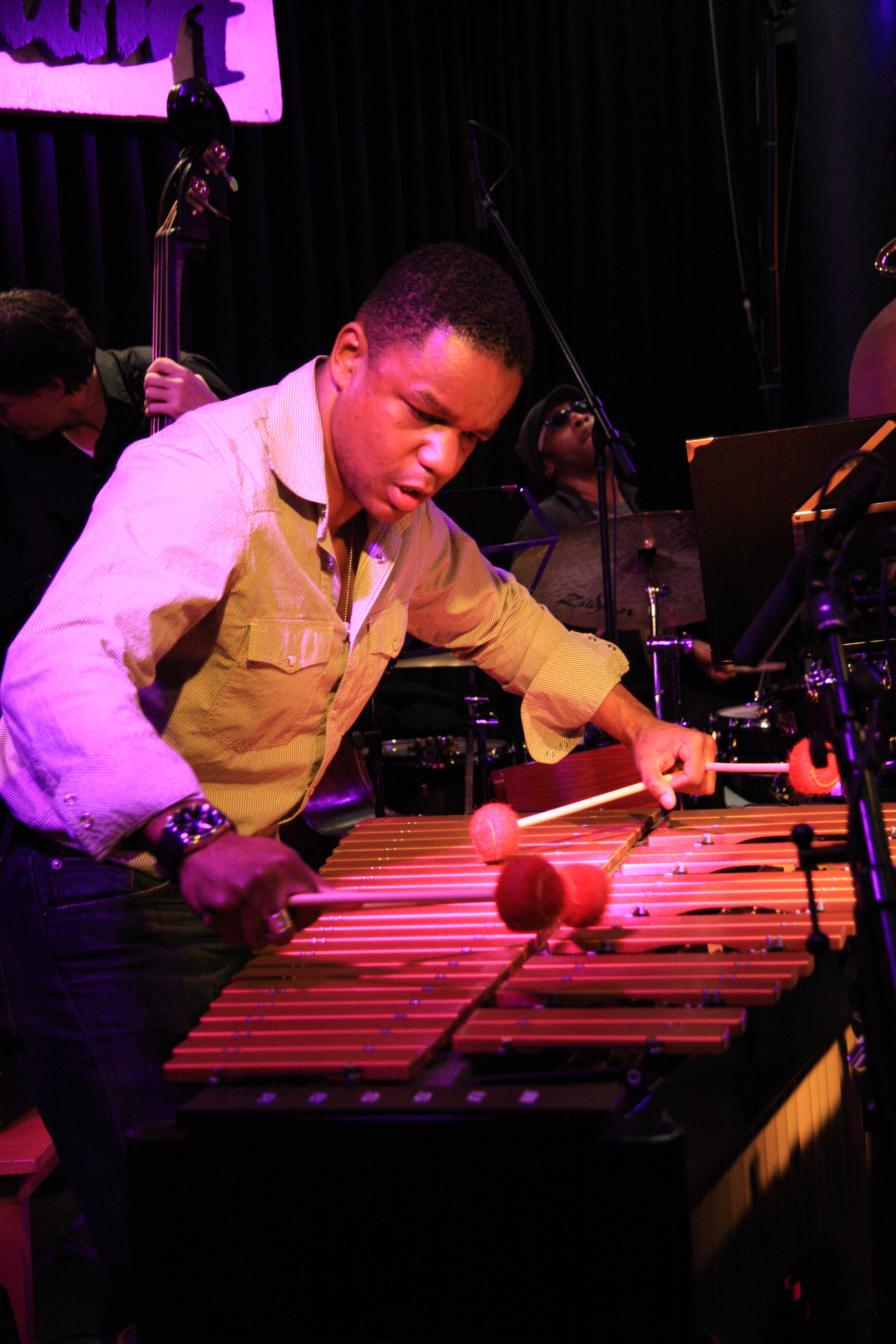
Stefon Harris

## Leben und Wirken
Harris begann mit sechs Jahren Klavier zu spielen und dehnte anschließend sein Interesse auf viele andere Instrumente aus. Er besuchte die Manhattan School of Music, wo er mit einem Bachelor Of Arts in Klassischer Musik und einem Master Of Arts in Jazz Performance abschloss. Seit 1996 gastiert er auf Alben von Steve Coleman, Joe Henderson, Wynton Marsalis, Jason Moran, Steve Turré, Cassandra Wilson u. a. Weiterhin ist er Mitglied des SFJazz Collective.
1998 wurde sein Debüt A Cloud of Red Dust veröffentlicht, auf dem er von Musikern wie Mulgrew Miller, Steve Turré und Greg Osby unterstützt wurde. Letzterer übernahm anschließend die Produktion des zweiten Albums Black Action Figure und konzipierte das folgende Projekt New Directions, in dem Osby die jungen Blue Note-Musiker Harris, Jason Moran und Mark Shim (der nach diesem Album nur noch als Gastmusiker in Erscheinung trat) protegierte.
2001 erschien mit Kindred eine Gemeinschaftsarbeit von Harris und Jacky Terrasson, 2003 mit The Grand Unification Theory ein Konzeptalbum, das mit einem zwölfteiligen Ensemble aufgenommen wurde. War das 2004 veröffentlichte Album Evolution von Stilen wie Fusion oder afrokubanischen Elementen geprägt und konnte mit Saxophonist Casey Benjamin und Keyboarder Marc Cary zwei im Crossover erfahrene Musiker aufbieten, so bearbeitete er auf dem 2006 erschienenen African Tarantella ausschnittsweise verschiedene größere Werke von Duke Ellington. 2009 folgte nach Evolution ein zweites Album, Urbanus, mit seiner unter dem Namen Blackout firmierenden Begleitband (mit Saxophonist Casey Benjamin, Pianist Marc Cary und Schlagzeuger Terreon Gully; mit Ausnahme des Bassisten (Ben Williams anstelle von Darryl Hall) blieb die Besetzung konstant). Es ist das erste Album Harris’, das nicht bei Blue Note erschien, sondern bei Concord. Zu hören ist er auch auf Christian Sands’ Album Christmas Stories (2023).
Auf seinen Alben pflegt Harris einen lyrischen Stil, der sich als Konstante durch die thematisch unterschiedlich konzipierten Alben zieht. Seine Alben Black Action Figure, Kindred und The Grand Unification Theory erhielten Grammy-Nominierungen für den Bereich „bestes Jazz-Album“ oder „bestes Jazz-Instrumentalsolo“.

## Diskografische Hinweise

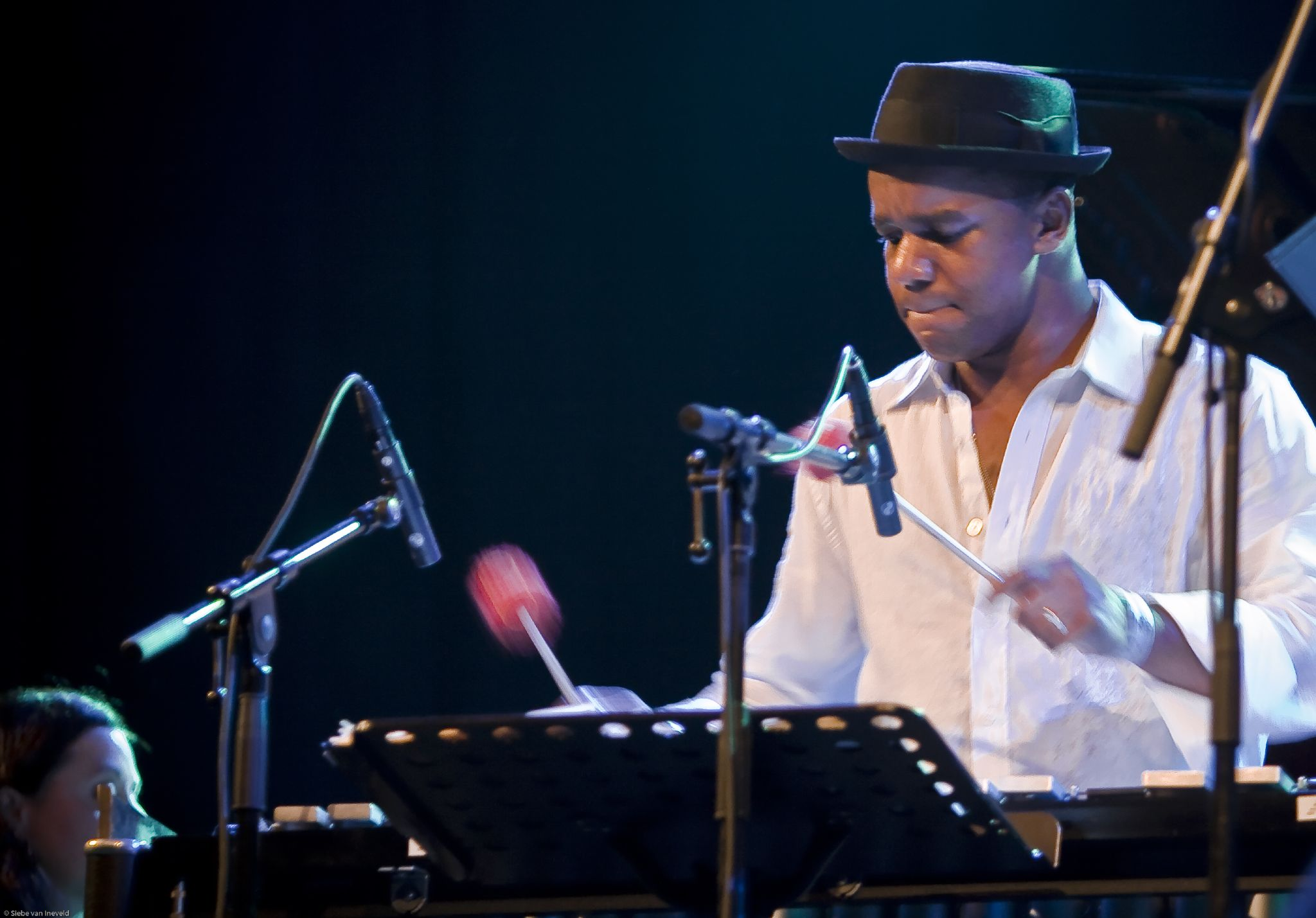
Stefon Harris (North Sea Jazz Festival 2007)

| Titel                                                  | Jahr | Label     |
| ------------------------------------------------------ | ---- | --------- |
| A Cloud of Red Dust                                    | 1998 | Blue Note |
| Black Action Figure                                    | 1999 | Blue Note |
| New Directions (mit Jason Moran, Greg Osby, Mark Shim) | 2000 | Blue Note |
| Kindred (mit Jacky Terrasson)                          | 2001 | Blue Note |
| The Grand Unification Theory                           | 2003 | Blue Note |
| Evolution (mit Blackout)                               | 2004 | Blue Note |
| African Tarantella                                     | 2006 | Blue Note |
| Urbanus (mit Blackout)                                 | 2009 | Concord   |
| Ninety Miles (mit David Sánchez und Christian Scott)   | 2011 | Concord   |